# لکستون، نورث‌همپتون‌شر
لکستون (به انگلیسی: Laxton) یک روستا و محله مدنی در بریتانیا است که در East Northamptonshire واقع شده‌است. لکستون ۲۳۴ نفر جمعیت دارد.